# Giuseppe Milioli
Giuseppe Milioli , né le 19 mars 1945 à Prignano sulla Secchia (Émilie-Romagne), est un coureur cycliste italien, professionnel de 1966 à 1970. 

## Palmarès
- 1968
  - 2e du Grand Prix Campagnolo
- 1969
  - 2e du Sassari-Cagliari
  - 2e de la Cronostaffetta

## Résultats sur les grands tours

### Tour d'Italie
4 participations
- 1967 : abandon
- 1968 : 41e
- 1969 : 57e
- 1970 : abandon